# Храм Вести

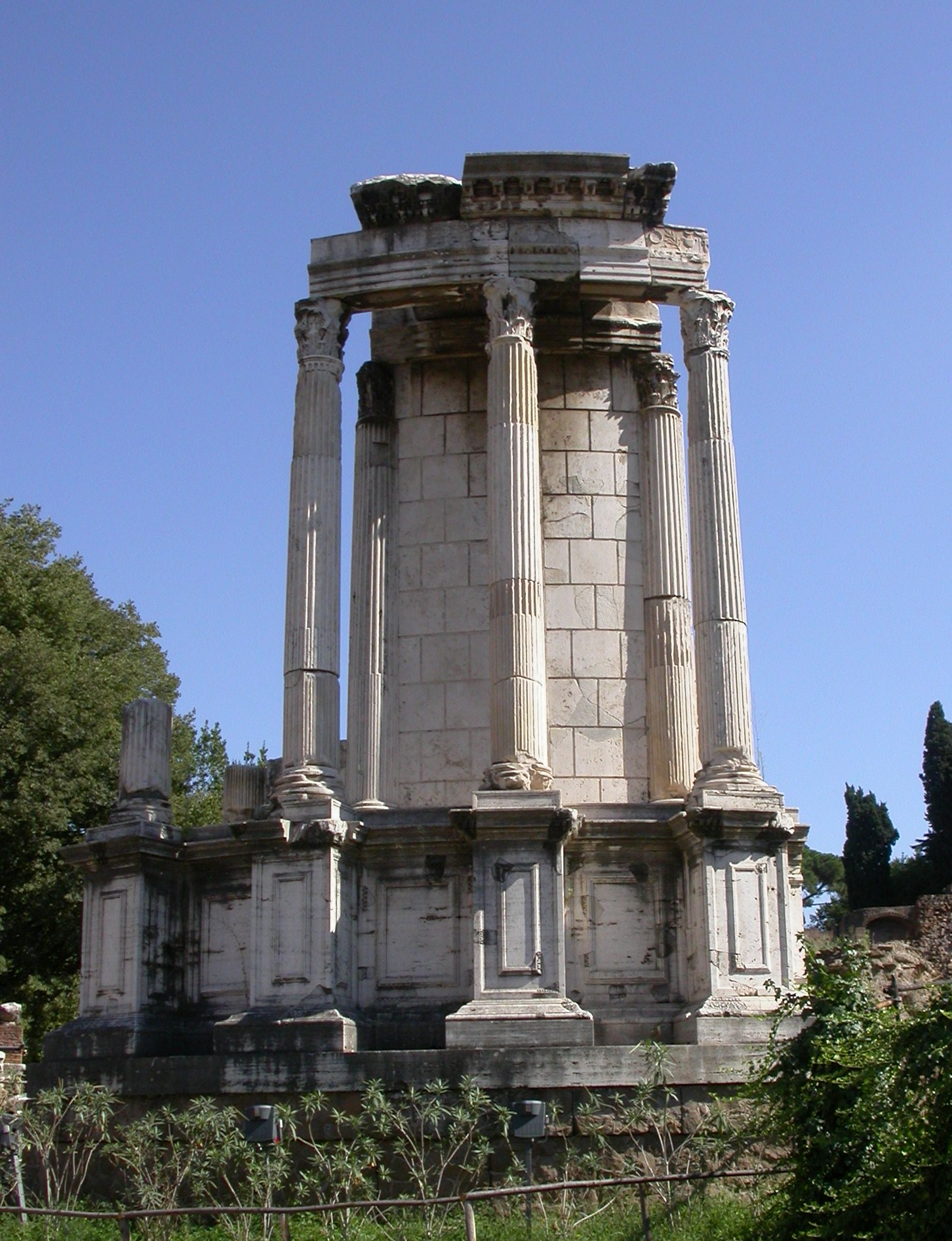
Залишки Храму Вести на Римському Форумі

Храм Вести (лат. Aedes Vestae) — руїни античного храму, присвяченого Весті — римській богині домашнього вогнища. Розташований в Римі неподалік від храму Цезаря на римському форумі, в південній частині Священної дороги (Via Sacra). Храм був місцем стародавньої культової діяльності ще з VII століття до н. е. Вважається, що Нума Помпілій збудував цей храм разом з оригінальною Регією і храмом Жриць-Весталок у своєму первісному вигляді.
Храм разом з Будинком весталок становив єдиний комплекс (лат. Atrium Vestae), функціонально з'єднаний з Регією, резиденцією Великого понтифіка . У храмі постійно підтримувався Священний вогонь. Спочатку його охороняли дочки царя, потім їх замінили жриці-весталки. Вшістьох вони зобов'язані були постійно підтримувати вогонь і проводити ритуали, присвячені Весті.
Храм мав вигляд круглої будівлі у формі толосу, оточеної двадцятьма коринфськими колонами. Усередині святині завжди горів вогонь, дим від якого виходив через спеціальний отвір у даху. Усередині храму знаходилася схованка (лат. penus Vestae), де зберігалися символи імперії, які, за легендою, Еней привіз із собою з Трої, в тому числі Палладіум, античне зображення Мінерви. Існує думка, що схованка знаходилась у поглибленні 2,40×2,40 м на подіумі, потрапити в який можна було тільки зі святині. У храмі часто виникали пожежі. Після пожежі 191 р. н. е. потрібна була реконструкція, яка проведена під керівництвом дружини Септимія Севера — Юлії Домни.
В римському календарі (Fasti Sacri) день прибирання у храмі Вести (15 червня), коли з нього виносилися сміття і бруд, мав своє коротке позначення — Q. ST. D. F. (розшифровувався як quando stercus delatum fas).
394 року за наказом імператора Феодосія храм був закритий і занепав.

## Галерея

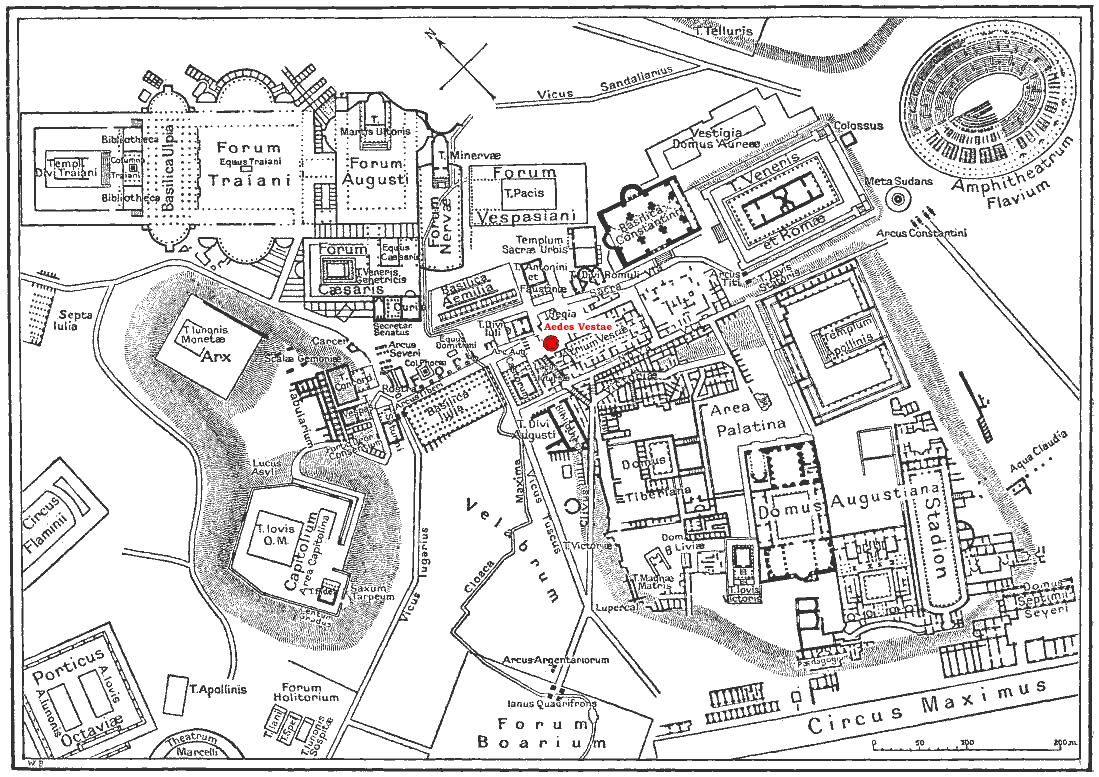
Храм на мапі Риму
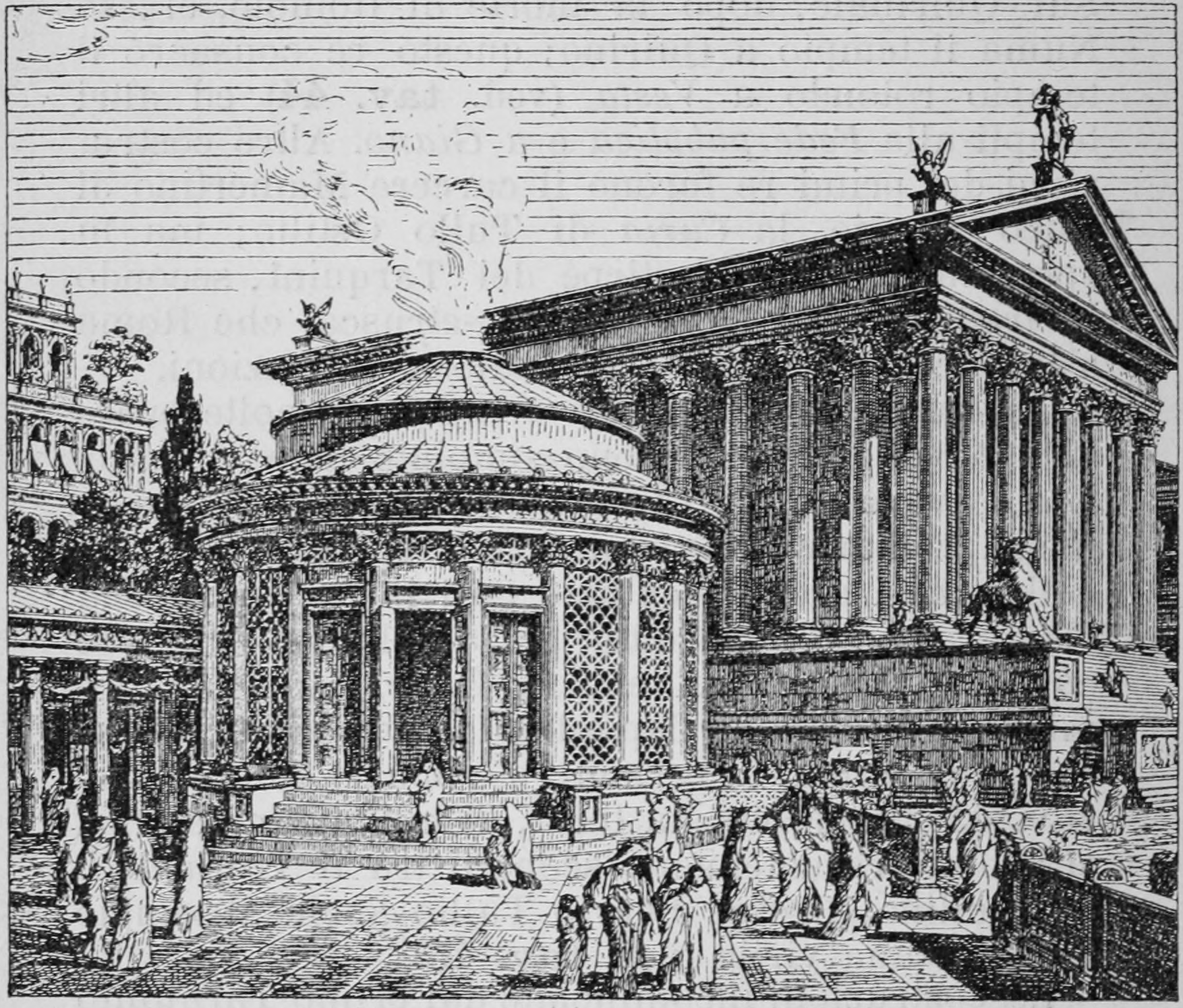
Реконструкція, Храм Кастора-Поллукса на передньому плані
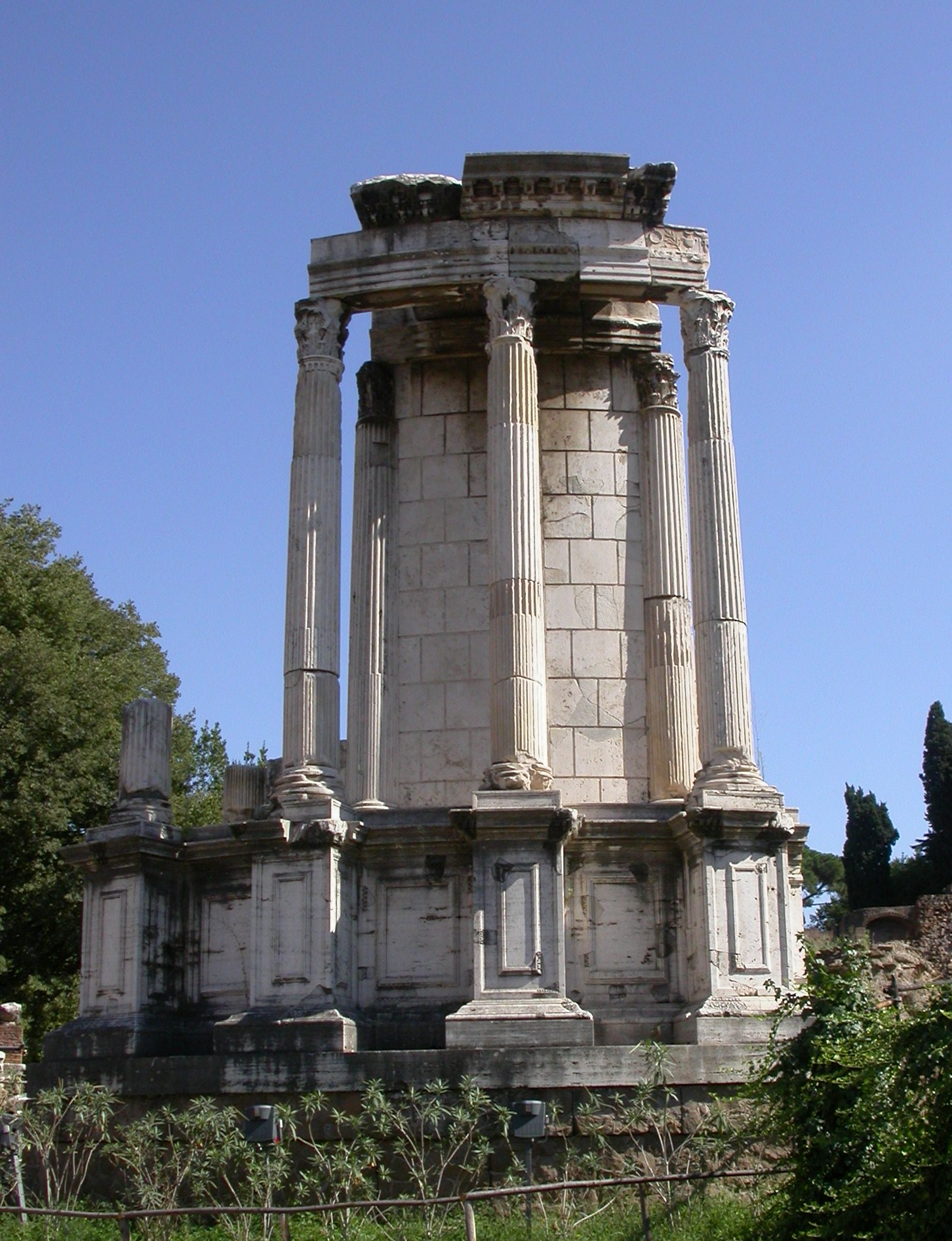
Фасад
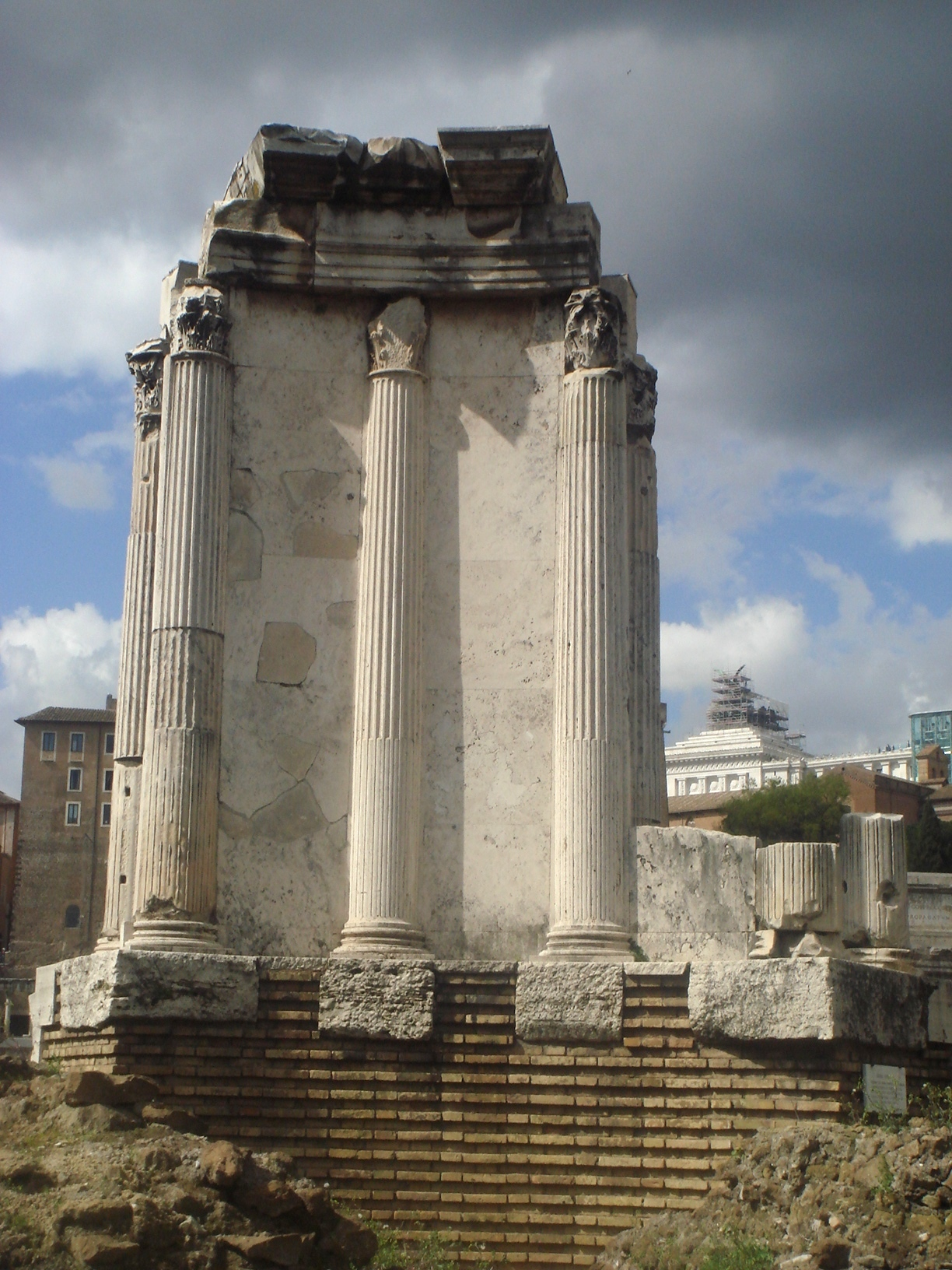
Внутрішнє оздоблення
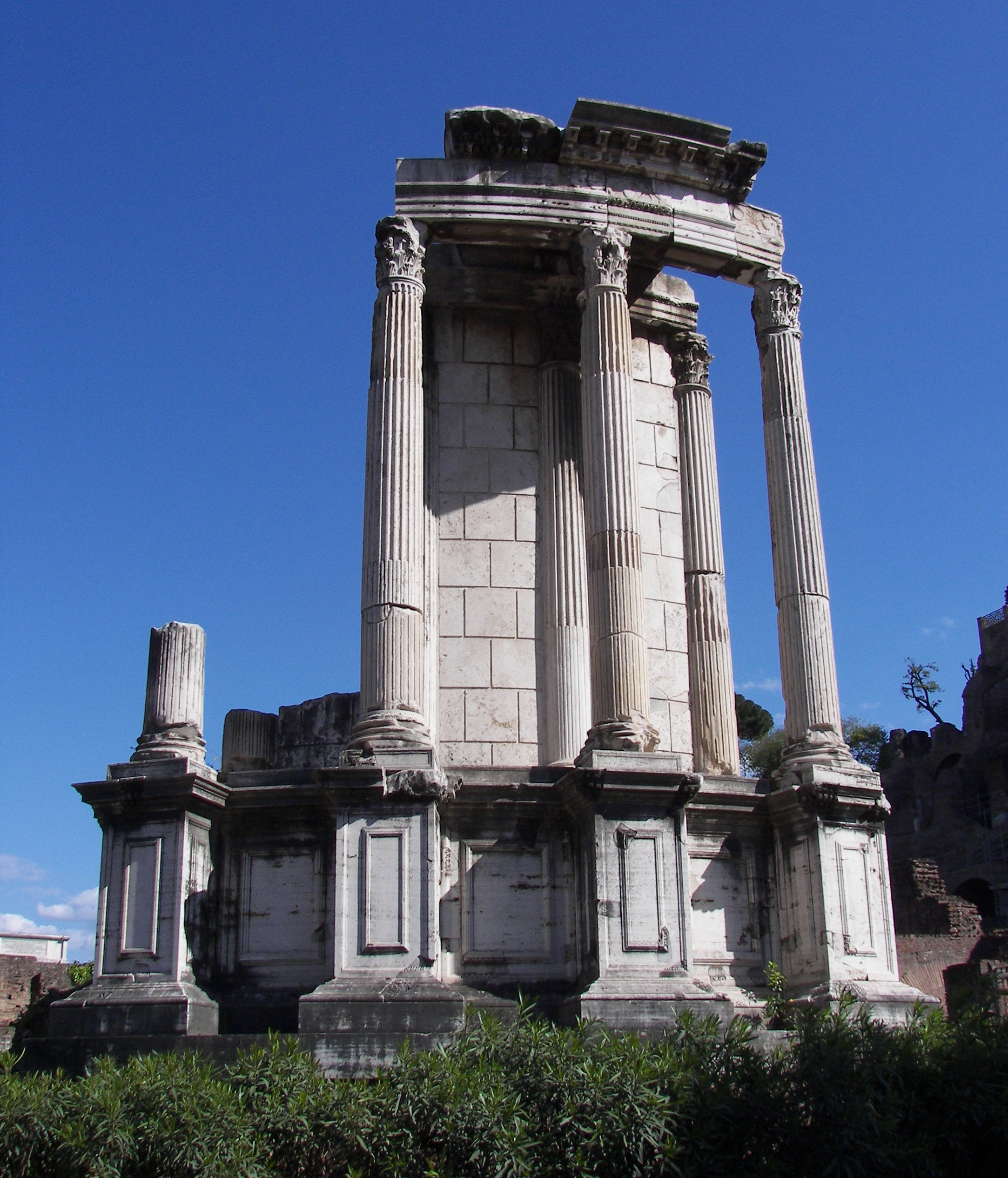
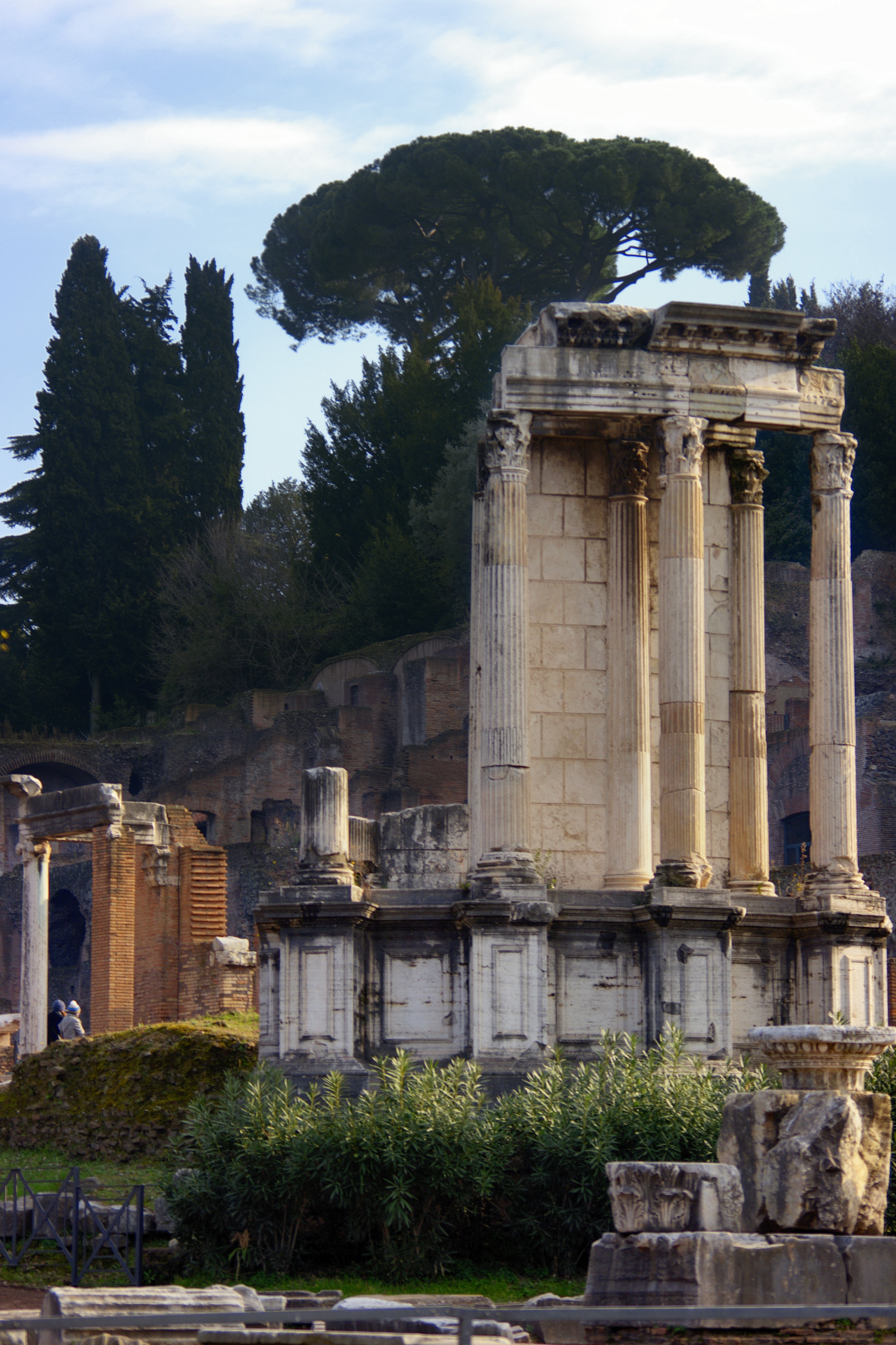
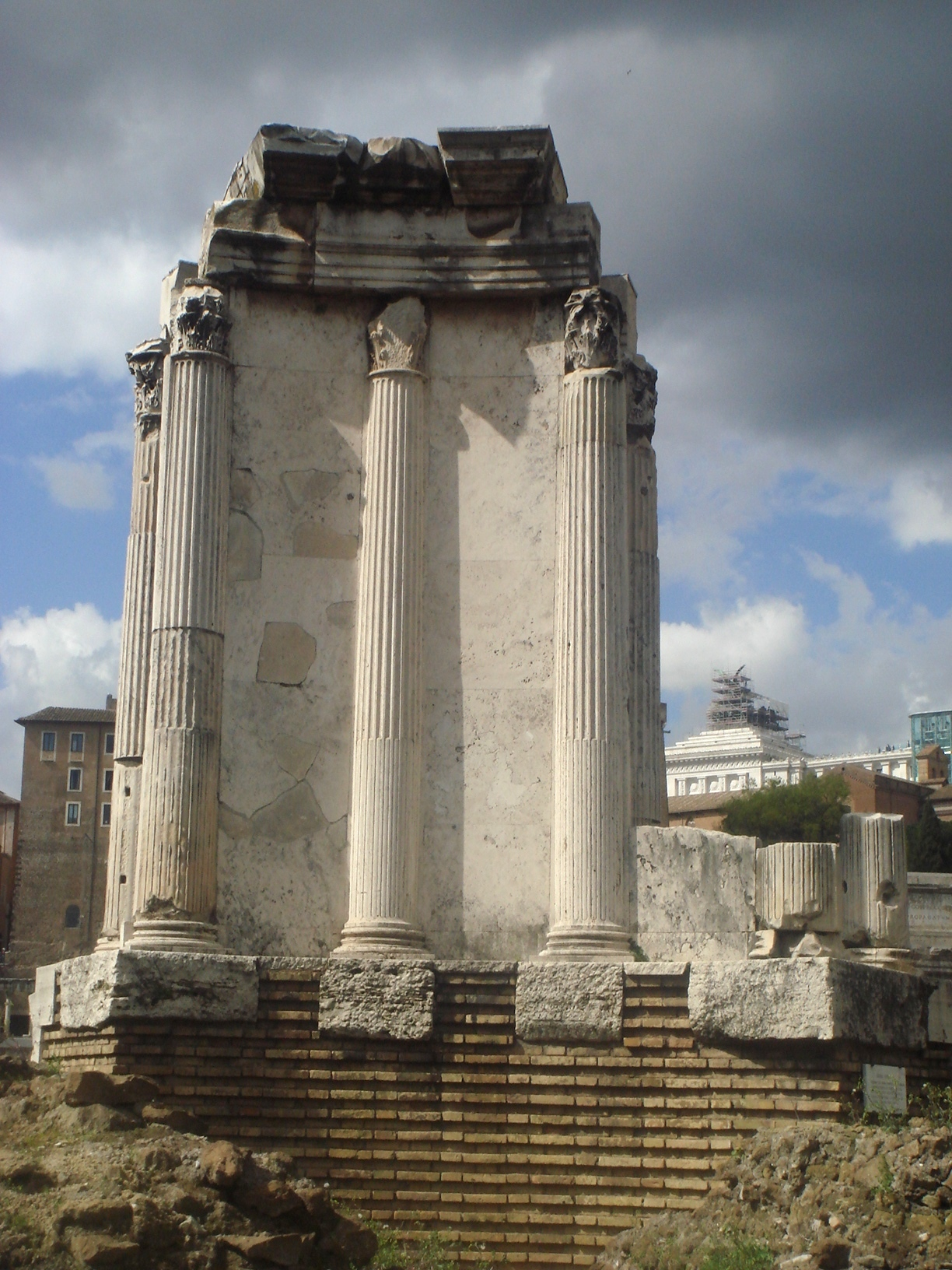
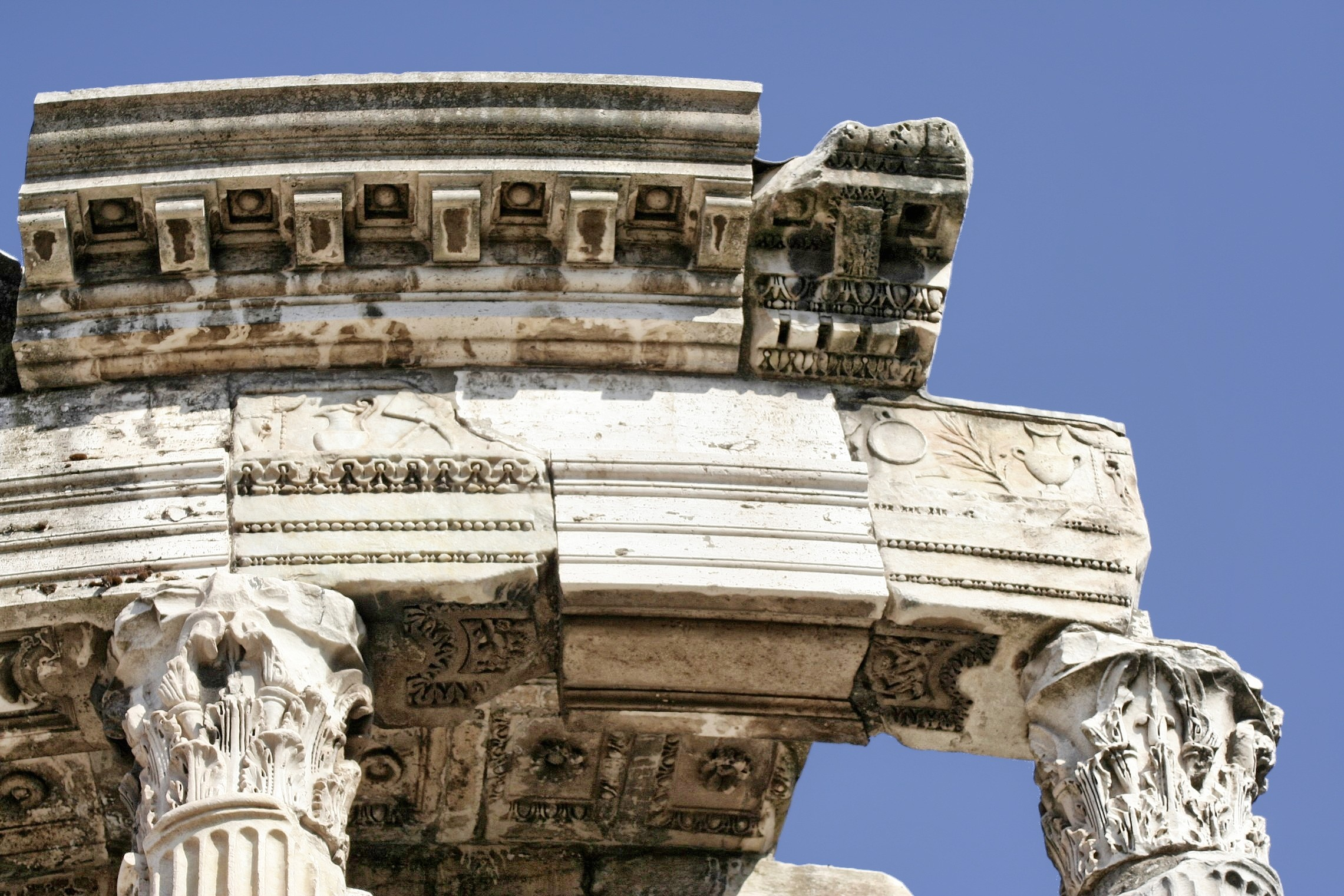
Деталь фризу
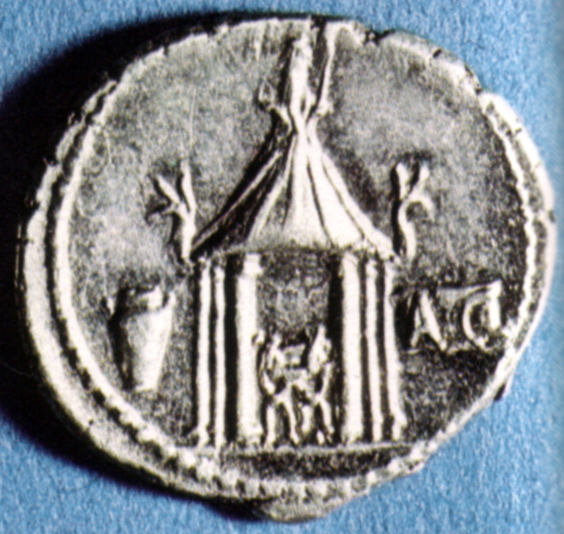
Денарій із зображенням храму
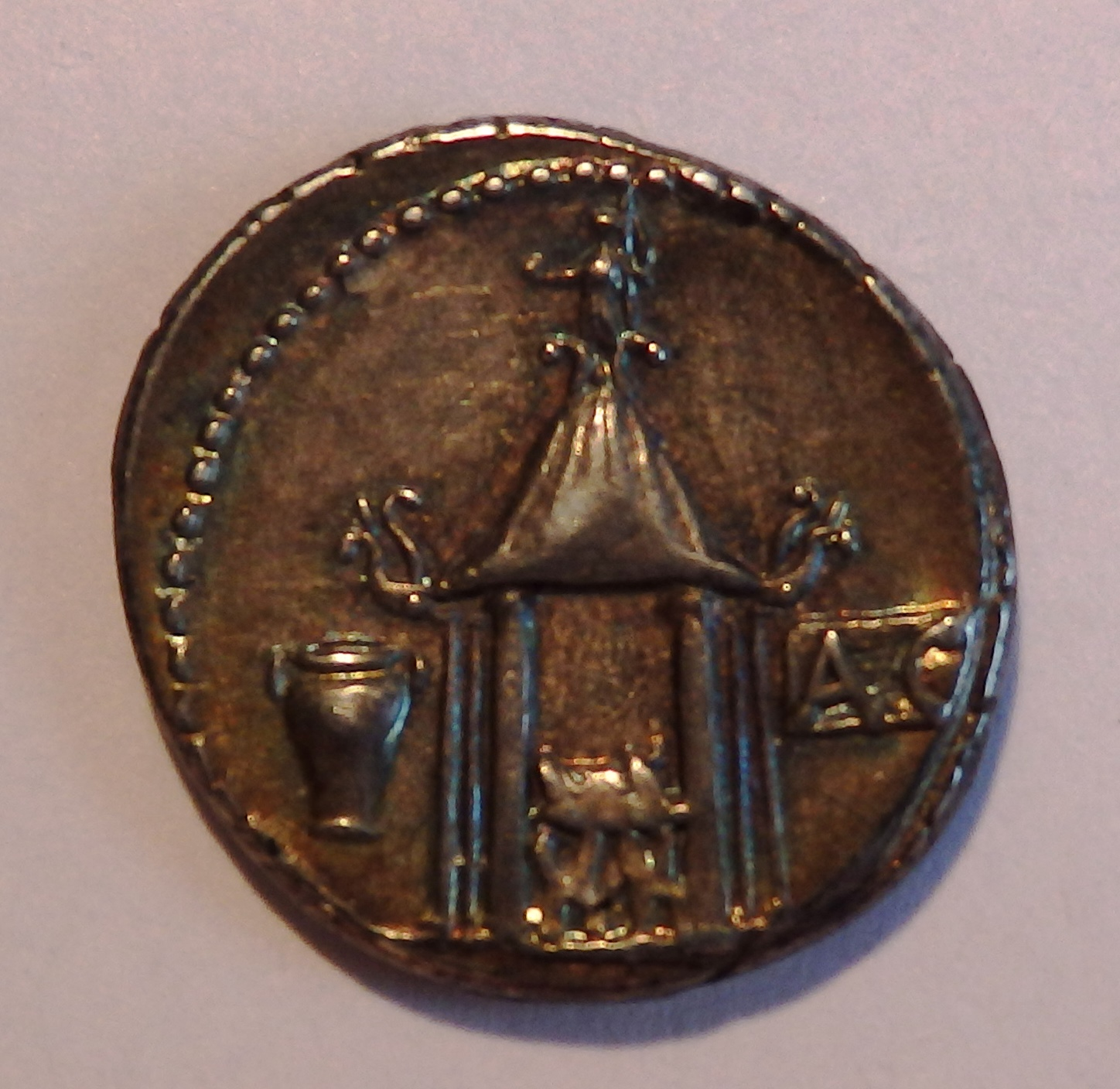
Денарій із зображенням храму